# Passavolanti
I passavolanti è un termine (derivato dal francese passe-volant) con cui, nella Francia dei secoli XVI e XVII, si indicavano quei soggetti, allora tutti mercenari, che si dedicavano al servizio militare di soldato in modo discontinuo e saltuario. Con lo stesso nome si indicavano quelle quei soldati mestieranti che, dopo aver incassato il soldo mercenario (quello che adesso si chiamerebbe premio di ingaggio), trovavano il modo di svignarsela; oppure, si trattava di falsi soldati che si presentavano alle riviste per ingrossare le file della compagnia mercenaria, al fine di far spuntare al capitano un ingaggio più alto, gonfiando la reale consistenza dei mercenario in servizio effettivo.
Venivano puniti con un numero variabile di nerbate e, nei casi di recidività, mediante marchiatura a fuoco.
Per estensione, il termine passavolante è passato a indicare un parassita o scroccone.